# Lista Real Sumeria

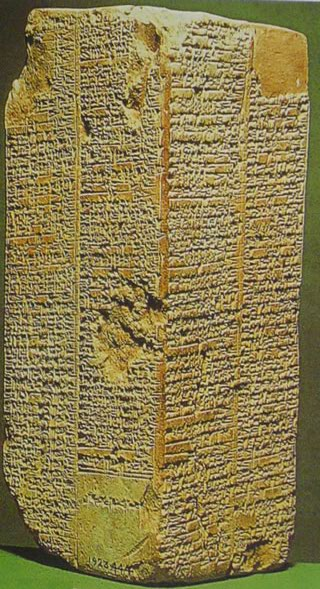
Prisma de Weld-Blundell, prisma vertical de arcilla que contiene la Lista Real Sumeria.

La Lista Real Sumeria es una lista de reyes de la antigua Mesopotamia escrita en lengua sumeria grabada en escritura cuneiforme, sobreviviente en varios documentos y artefactos arqueológicos de los cuales el mejor conservado es un prisma de barro cocido encontrado en la ciudad sumeria de Larsa en 1922 (Prisma de Weld-Blundell). Su datación corresponde a finales de la dinastía de Isin (c. 1817 a. C.). Su ejemplar más tardío es la transcripción de la lista en la "Historia Babilónica" de Beroso (s. III a. C.) 
La lista divide a los reyes en antediluvianos (con reinados de inverosímil longevidad) considerados míticos por los historiadores, y pos-diluvianos. El primer rey mencionado cuya existencia es reflejada en documentos fuera de la lista es Mebaragesi de Kish, contemporáneo de Gilgamesh. El primer gobernante de la lista que es claramente histórico es Lugalzagesi de Umma del siglo XXIV a. C., quien conquistara Lagash, que a su vez fue conquistada por Sargón de Acadia.

## Composición
La lista combina nombres de soberanos prehistóricos presuntamente míticos de reinados de inverosímil larga duración, con dinastías posteriores de mayor plausibilidad histórica. Aunque no existe evidencia histórica de los primeros reyes, no se descarta su posible correspondencia con personajes históricos mitificados a posteriori. Algunos asiriólogos consideran a la lista pre-dinástica una adición ficticia posterior. Uno de los soberanos listados es mujer: Kug-Bau "la tabernera". El rey histórico más temprano de historicidad verificable arqueológicamente es Mebaragesi de Kish, c. 2600 a. C. Su mención (así como la de su sucesor, Aga de Kish) en la épica de Gilgamesh ha conducido a especular que Gilgamesh mismo pudo haber sido un rey histórico de Uruk. Tres dinastías atestadas arqueológicamente no figuran en la lista: la dinastía de Larsa, rival de la dinastía de Isin (presente en la lista) durante el período Isin-Larsa; y las dos dinastías de Lagash, que respectivamente precedieron y suplantaron al imperio acadio, cuando Lagash ejercía considerable influencia sobre la región (Lagash, en particular, es conocida a partir de evidencia arqueológica desde c. 2500 a. C.). La lista es importante para establecer la cronología del 3.er milenio a. C. El hecho que muchas de las dinastías reinaran simultáneamente desde diversas sedes dificulta sin embargo la obtención de una cronología linear estricta.

## Interpretación

### Reyes antediluvianos
La veracidad histórica de los reyes antediluvianos no ha podido ser establecida por la evidencia arqueológica o epigráfica, pero para los sumerios estos habían vivido en la era mítica antes del gran diluvio. Algunos historiadores creen que la historia del diluvio corresponde a inundaciones locales en la zona de Shuruppak (hoy Tell Fara, Irak) y otras ciudades hacia el norte incluyendo Kish, tal como lo revelan napas de sedimento fluvial fechadas con carbono 14 al 2900 a. C. que interrumpen la continuidad de los asentamientos. Se ha descubierto alfarería polícroma del período Yemdet Nasr (c. 3000 a. C. ) inmediatamente por debajo de dicho estrato aluvional en Shuruppak.

### Primera dinastía de Kish
De los reyes de la lista de la primera dinastía de Kish solo Mebaragesi y su hijo Aka (Agga) tienen comprobación histórica, y la duración de los reinados de todos ellos es imposible. Debe tratarse entonces en general de figuras mitológicas, con posiblemente un trasfondo histórico que fue el hecho de que Kish tuviera un cierto poder regional. 
Mebaragesi de Kish gobernaba hacia el 2600 a. C. Las inscripciones de Mebaragesi aparecen en la región al sur de Diyala en el antiguo Templo de Khafaji (de la época de Yemdet Nasr). La lista habla de su conquista del país de Elam, lo que informa de la antigüedad del conflicto entre Sumeria y Elam. Por esta razón, parecería que su poder se extendía hacia el río Diyala y hacia el sur de Sumeria hasta Elam.
Más tarde soberanos como Mesalim de Ur y Eannatum de Lagash utilizarían el título de rey de Kish debido a su prestigio, quizás ganado por Mebaragesi. La región de Diyala que dominaba parece que estaba en proceso de superposición del elemento semita pero que antes no era sumeria, sino quizás iránica como parecen demostrar nombres como Ishnun (convertido en Eshnunna, "Santuario del príncipe" en sumerio) o Tutub. Incluido Babilonia se decía Babilla ( que se convirtió en Babilim, en acadio semítico "puerta del dios").

#### Mesalim
Se le conoce también como el rey de Kish que no figura a la lista de reyes: Mesalim. Su origen no está establecido. Tenía como deidad tutelar a Ishtaran, venerado en Der, lo que hace pensar que venía de esta zona, pero como que se han encontrado inscripciones en Adab, en Sumeria Central y en Lagash no puede asegurarse nada. Esta difusión de las inscripciones en todo caso corresponde a un rey que gobernaba en muchos sitios. Se sabe que al mismo tiempo en Lagash gobernaba un Ensi (o mejor dicho, una serie de Ensis) y Mesalim hizo de árbitro en una disputa fronteriza entre Lagash y Umma de la que se hicieron eco Eannatum y Entemena, más tarde Ensis de Lagash. Hay que preguntarse si no sería el rey de Hamazi que nombra la lista.

### Primera dinastía de Uruk
El poema épico de Gilgamesh nombra las luchas de este rey de Uruk con Mebaragesi de Kish. A Gilgamesh se atribuye la construcción de la muralla de Uruk, la más antigua muralla de Sumeria (hecho que parece coincidir la arqueología), y el dominio sobre Nippur, un centro más religioso que político dedicado al culto al dios Enlil. La lista de reyes nombra dos antecesores, Lugalbanda y Enmerkar. Este último lo hace el fundador de Uruk, de la unión de dos ciudades, una de ellas Eanna o Eana, sobre la que debía gobernar. Ninguno de estos reyes tiene comprobación histórica, aunque Gilgamesh figura en una lista de dioses encontrada a Shuruppak en la que se dice que su padre era Lugalbanda (las listas dicen que su padre era un fantasma) y que fueron héroes que más tarde fueron divinizados. Estos reyes de Uruk debían ser entonces contemporáneos con los últimos reyes de Kish y anteriores probablemente a Mesalim.

### Primera dinastía de Ur
La siguiente hegemonía parece haber estado en Ur. Las tumbas reales de esta ciudad nombran dos reyes, Meskalamdug y Akalamdug, que no están en la lista de reyes, y una reina, Puabi. Parece que los reyes en Ur eran enterrados con miembros de su servicio (fue encontrada una tumba con 80 servidores). Ya que los reyes eran sumerios esto debía ser una costumbre sumeria y no semita, aunque se da algún caso similar en Kish. Mesanepada, hacia el 2490 a. C., sí que es nombrado por la lista, y parece que efectivamente quiso ejercer la hegemonía ya que se tituló "Rey de Kish". Ur estaba situada en una laguna comunicada con el Golfo Pérsico en una posición estratégica excepcional para el comercio en la parte sur de Sumeria. Consta su comercio con Tilmun o Dilmun, que se identifica con la costa de Arabia cerca de Baréin, Magan (posiblemente Omán, para otros Makrán en Pakistán) y Melukhkha (Makrán, para otros se ha de buscar este nombre en otra ubicación). Meskiangnana fue el hijo y sucesor de Mesanepada, pero después siguieron dos reyes de nombre semita-acadio, Elulu y Balulu, coincidiendo su reinado con Eannatum y Entemena de Lagash.

### Umma
Lugalzagesi de Umma, un rey usurpador, ejerció una breve hegemonía hacia el 2350 a. C., que después perdió ante Sargon I de Acadia.

## Cronología

### Protodinástico I, Reyes de antes del diluvio, legendarios
Los reyes antediluvianos, legendarios o anteriores al siglo XXVI a. C. Sus reinados eran medidos en sars -periodos de 3600 años- la siguiente unidad hasta 60 en el sistema sumerio (3600=60x60) , y en ners - unidades de 600.
"Después de que la realeza descendiera del cielo, la realeza estuvo en Eridug (Eridu). En Eridug, Alulim se hizo rey y gobernó 28.800 años."

#### Eridu
>> Después que la realeza descendió del Cielo, estaba en Eridu...
- En Eridu Reinó Alulim : 28800 años << 8 sar >>
- En Eridu Reinó Alalngar : 36000 años << 10 sar >>

>>> Luego cayó Eridú y la Realeza fue llevada a Bad-Tibira...
- En Bad-Tibira Reinó En-men-lu-ana :43200 años << 12 sar >>
- En Bad-Tibira Reinó En-men-gal-ana :28800 años << 8 sar >>
- En Bad-Tibira Reinó Dumuzid, el pastor : 36000 años << 10 sar >>

>>> Luego cayó Bad-Tibira y la realeza fue llevada a Larag (o Larak)...
- En Laraq Reinó En-sipa-zi-anna :28800 años << 8 sar >>

>>> Luego cayó Laraq y la realeza fue llevada a Zimbir...
- En Zimbir Reinó En-men-dur-ana 21000 años << 5 sar + 5 ner >>

>>> Luego cayó Zimbir y la Realeza fue llevada a Surupag (o Shuruppak)...
- En Surupaq Reinó Ubara-Tutu : 18600 años << 5 sar + 1 ner >>

>>> A continuación (y antes del diluvio) se reinó en 5 Ciudades (241000 años) << 66 sar + 5 ner + 400 años >>
Entre estos últimos reyes podemos relacionar a :
- Sukurlam : 28800 años << 8 sar >>
- Zin-Suddu : 6000 años

- [TOTAL DE AÑOS ANTES DEL DILUVIO] = 482,200 << 132 sar + 11 ner + 400 años >>

>>> Aquí ocurre el Diluvio <<<

### Protodinástico II (reyes mitológicos)
Siglo XXIX-XXVI a.C. Muchos reyes conocidos por inscripciones contemporáneas no se han encontrado en la Lista de Reyes Sumerios.
"Después de que el diluvio hubiera terminado, y la realeza hubiera descendido del cielo, la realeza pasó a Kish"

#### Primera dinastía deKish
- Jushur: 1200 años
- Kullassina-bel: 960 años
- Nangishlishma: 670 años
- En-tarah-ana: 420 años
- Babum: 300 años
- Puannum: 840 años
- Kalibum: 960 años
- Kalumum: 840 años
- Zuqaqip: 900 años
- Atab: 600 años
- Mashda: 840 años
- Arwium: 720 años
- Etana de Kish, el pastor, quien ascendió al cielo y consolidó todos los reinos * extranjeros: 1500 años
- Balih: 400 años
- En-me-nuna: 660 años
- Melem-Kish: 900 años
- Barsal-nuna: 1200 años
- Zamug: 140 años
- Tizqar: 305 años
- Ilku: 900 años
- Iltasadum: 1200 años
- Mebaragesi, que conquistó Elam: 900 años (este es el gobernante más * antiguo de la lista que se confirma independientemente de la evidencia epigráfica)
- Agga: 625 años

"Entonces Kish fue derrotado y el reinado fue tomado por E-ana (Uruk)"

#### Primera dinastía deUruk
- Mesh-ki-ang-gasher de E-ana, hijo de Utu: 324 años (Mesh-ki-ang-gasher fue al mar y desapareció)
- Enmerkar (probablemente Nemrod), que fundó Uruk: 420 años
- Lugalbanda: 1200 años
- Dumuzid, el pescador: 100 años. Capturó a [(En-Me-Barage-Si]] de Kish.
- Gilgamesh, su padre fue un fantasma, señor de Kulaba: 126 años.
- Ur-Nungal: 30 años
- Udul-Kalama: 15 años
- La-ba'shum de Unug: 9 años
- En-nun-tarah-ana: 8 años
- Mesh-He de Unug: 36 años
- Melem-Ana de Unug: 6 años
- Lugal-Kitun de Unug: 36 años

(Otros soberanos conocidos por inscripciones no constan en las Listas de Reyes)
"Entonces Unug (Uruk) fue derrotado y la realeza pasó a Urim (Ur)"

#### Primera dinastía de Ur Hacia el 2500a.C.
- Mesanepada de Urim: 80 años
- Mesh-Ki-Ang-Nanna de Urim: 36 años
- Elulu de Urim: 25 años
- Balulu de Urim: 36 años

"Entonces Urim (Ur) fue derrotada y la realeza pasó a Awan".

### Protodinástico III
(La primera dinastía de Lagash es conocida por las inscripciones pero no se nombra en la Lista de Reyes)
- Tres reyes de Awan, gobernando un total de 356 años

"Entonces Awan fue derrotado y la realeza pasó a Kish".

#### Segunda dinastía de Kish
- Susuda de Kish: 201 años
- Dadasig de Kish: 81 años
- Mamagal de Kish: 360 años
- Kalbum de Kish: 195 años
- Tuge de Kish: 360 años
- Men-Nuna de Kish: 180 años
- Hansola de Kish: 290 años
- Perrokung de Kish: 360 años

"Entonces Kish fue derrotado y la realeza pasó a Hamazon".
- Hadanish de Hamazi: 360 años

"Entonces Hamazi fue derrotada y la realeza pasó a Unug (Uruk)".
Donde rompió las cadenas que les unían.

#### Segunda dinastía de Uruk
- Enshakushana de [(Unug]]: 60 años
- Lugal-Ure (o Lugal-Kinishe-Dudu) de Unug: 120 años
- Argandea de Unug: 7 años

"Entonces Unug (Uruk) fue derrotada y la realeza pasó a Urim (Ur)".

#### Segunda dinastía de Ur
- Nani de Urim: 120 años
- Mesh-Ki-Ang-Nanna de Urim: 48 años
- ? de Urim: 2 años

"Entonces Urim (Ur) fue derrotada y la realeza pasó a Adab".

#### Adab
- Lugal-Ane-Mundu de Adab: 90 años

"Entonces Adab fue derrotada y la realeza pasó a Mari".

#### Mari
- Anbu de Mari: 30 años
- Anba de Mari: 17 años
- Bazi de Mari: 30 años
- Zizi de Mari: 20 años
- Limer de Mari: 30 años
- Sharrum-Iter de Mari: 9 años

"Entonces Mari fue derrotada y la realeza pasó a Kish".

#### Tercera dinastía de Kish
- Kubaba de Kish: 100 años (Kug-Baba es la única mujer en la Lista de Reyes)

"Entonces Kish fue derrotada y la realeza pasó a Akshak".

#### Akshak
- Unzi de Akshak: 30 años
- Undalulu de Akshak: 6 años
- Urur de Akshak: 6 años
- Puzur-Nirah de Akshak: 20 años
- Ishu-Il de Akshak: 24 años
- Shu-Sin de Akshak: 7 años

"Entonces Akshak fue derrotada y la realeza pasó a Kish".

#### Cuarta dinastía de Kish
- Puzur-Suen de Kish: 25 años
- Ur-Zababa de Kish: 400 (6?) años
- [(Zimudar]] de Kish: 30 años
- Ussi-Watar de Kish: 7 años
- Eshtar-Muti de Kish: 11 años
- Ishme-Shamash de Kish: 11 años
- [(Shu-Ilishu]] de Kish: 15 años
- Nanniya de Kish, el joier: 7 años

"Entonces Kish fue derrotada y la realeza pasó a Unug (Uruk)".

#### Tercera dinastía de Uruk
- Lugal-Zage-Si de Unug: 25 años (2375 a. C.–2350 a. C. en la cronología mínima) derrota en Lagash.

#### Accadia (Acad)
- Sargón, cuyo padre era jardinero, el copero de Ur-Zababa, rey de Agadé, que construyó la ciudad: 56 años (ca. 2335-2279 a. C. cronología mínima)
- Rimush, hijo de Sargón: 9 años
- Manishutusu, hermano mayor de Rimush: 15 años
- Naram-Sin, hijo de Man-Ishtishu: 36 años
- Shar-Kali-Sharri, hijo de Naram-Sin: 25 años

"       Período de crisis: ¿Quién fue rey? ¿Quién no fue rey?"
- Igigi, Imi, Nanum, Ilulu: los cuatro simultáneamente gobernaron durante tres años
- Dudu: 21 años
- Shu-Durul, hijo de Dudu: 15 años

"Entonces Agadé (Accadia) fue derrotada y la realeza pasó a Unug (Uruk)".

#### Cuarta dinastía de Uruk
- Ur-Ningin de Unug: 7 años
- Ur-Gigir de Unug: 6 años
- Kuda de Unug: 6 años
- Puzur-Ili de Unug: 5 años
- Ur-Utu (o Lugal-Melem) de Unug: 25 años

"Entonces Unug (Uruk) fue derrotada y la realeza pasó al ejército de los Guti ".

#### Periodo Guti
"En el ejército de los Guti los primeros reyes no fueron conocidos; tenía reyes propios que gobernaban por tres años"
- Inkishush de Gutium: 6 años
- Zarlagab de Gutium: 6 años
- Shulme (o Yarlagash) de Gutium: 6 años
- Silulumesh (o Silulu) de Gutium: 6 años
- Inimabakesh (o Duga) de Gutium: 5 años
- Igeshaush (o Ilu-An) de Gutium: 6 años
- Iarlabag de Gutium: 3 años
- Ibate de Gutium: 3 años
- Yarla de Gutium: 3 años
- Kurum de Gutium: 1 año
- Apil-Kin de Gutium: 3 años
- La-Erabum de Gutium: 2 años
- Irarum de Gutium: 2 años
- Ibranum de Gutium: 1 año
- Hablum de Gutium: 2 años
- Puzur-Sin de Gutium: 7 años
- Iarlaganda de Gutium: 7 años
- Si'um de Gutium: 7 años
- Tirigan de Gutium: 40 días

#### Quinta dinastía de Uruk
- Utu-hengal de Unug, expulsa a los Guti

#### Tercera dinastía de Ur
"Renacimiento Sumerio"
- Ur-Nammu de Urim: 18 años gobierna hacia el 2111 a. C.–2094 a. C. en la cronología mínima
- Shulgi: 46 años gobierna hacia el 2093 a. C.–2046 a. C. en la cronología mínima
- Amar-Sin de Urim: 9 años hacia el 2045-2037 a. C.
- Shu-Sin de Urim: 9 años hacia el 2036-2028 a. C.
- Ibbi-Sin de Urim: 24 años hacia el 2027-2003 a. C.

"Entonces Urim (Ur) fue derrotada y la realeza pasó a Isín"

#### Dinastía de Isín
Estado amorrita independiente de la Baja Mesopotamia. La dinastía acaba hacia el 1730 a. C. en la cronología mínima.
- Ishbi-Erra de Isín: vencedor de Ibbisin reinó 33 años hacia 2017-1985 a. C.
- Shu-Ilishu de Isín: 20 años
- Iddin-Dagan de Isín: 20 años
- Ishme-Dagan de Isín: 20 años
- Lipit-Eshtar de Isín: reinó 11 años hacia 1934-1924 a. C. elaboró un código de leyes.
- Ur-Ninurta de Isín (hijo de Ishkur): 28 años. Con él termina el predominio de Isin.
- Bur-Sin de Isín: 5 años
- Lipit-Enlil de Isín: 5 años
- Erra-Imitti de Isín: 8 años
- Enlil-bani de Isín: 24 años
- Zambiya de Isín: 3 años
- Iter-Pisa de Isín: 4 años
- Ur-Dul-Kuga de Isín: 4 años
- Sin-Magir de Isín: 11 años
- Damiq-ilishu de Isín: 23 años

"Son 11 ciudades allá donde la realeza fue ejercida. Un total de 134 reyes que en conjunto reinaron más de 28.876 años".